# 早稲田大学坪内逍遙大賞
早稲田大学坪内逍遙大賞（わせだだいがくつぼうちしょうようたいしょう）は、早稲田大学が主催する、文芸・文化・芸術のための賞である。早稲田大学文学科の創設者坪内逍遙の名を冠している（当時は東京専門学校）。隔年で実施され、大賞と奨励賞の各一名ずつ選出される。

## 概要
早稲田大学は2007年春、演劇博物館等の管轄部門である文化推進部を学内に発足させた。それを契機として早稲田大学は岐阜県美濃加茂市と文化交流協定を締結した。美濃加茂市は坪内逍遙の出身地であり、1994年から演劇のための賞である坪内逍遙大賞（美濃加茂市坪内逍遙大賞）を実施している。早稲田大学と美濃加茂市は文化交流協定の一環として、坪内逍遙大賞を毎年交代で主催し、隔年でそれぞれの選考基準による実施をし、賞を共同運営することになった。
早稲田大学主催の坪内逍遙大賞の受賞対象は、個人または団体による、文芸・文化・芸術活動全般の業績である。公正・公平な選考をするために、早稲田大学内外の有識者による選考委員会を設けている。選考委員長は高井有一（1 - 3回）、高橋源一郎（4回 - ）。奨励賞受賞者は後の芥川賞もしくは直木賞の受賞率がきわめて高く、有力なステップとなっている。
早稲田大学坪内逍遙大賞設立の背景として、早稲田大学は、創設者大隈重信が「人生125歳説」を唱えていたことから大学創立125周年（東京専門学校創立から起算）にあたる2007年の記念事業へ注力していた。記念事業として坪内の偉業を顕彰し、また坪内の精神を現代・未来の文化創出につなげるという趣旨をもって設立された。

## 受賞者
|              | 大賞                       | 奨励賞                                      |
| ------------ | -------------------------- | ------------------------------------------- |
| 第1回 2007年 | 村上春樹（小説家、翻訳家） | 川上未映子（ミュージシャン、小説家）        |
| 第2回 2009年 | / 多和田葉子（小説家）     | 木内昇（編集者、小説家）                    |
| 第3回 2011年 | 野田秀樹（劇作家）         | 円城塔（小説家）                            |
| 第4回 2013年 | 小川洋子（小説家）         | 小野正嗣（仏文学者、小説家） 山田航（歌人） |
| 第5回 2015年 | 伊藤比呂美（詩人）         | 福永信（小説家）                            |
| 第6回 2017年 | 柴田元幸（翻訳家）         | アーサー・ビナード（詩人）                  |
| 第7回 2019年 | 是枝裕和（映画監督）       | 福嶋亮大（文芸評論家）                      |
| 第8回 2021年 | 桐野夏生（小説家）         | マーサ・ナカムラ（詩人）                    |
| 第9回 2023年 | 池澤夏樹（小説家）         | グレゴリー・ケズナジャット（小説家）        |